# Пероза-Арджентіна
Пероза-Арджентіна (італ. Perosa Argentina, п'єм. Perosa) — муніципалітет в Італії, у регіоні П'ємонт, метрополійне місто Турин.
Пероза-Арджентіна розташована на відстані близько 550 км на північний захід від Рима, 45 км на захід від Турина.
Населення — 3339 осіб (2014).
Щорічний фестиваль відбувається 22 серпня. Покровитель — San Genesio.

## Демографія
Населення за роками:

Станом на 1 січня 2023 року в муніципалітеті офіційно проживали 254 іноземці з 23 країн, серед них 173 громадяни країн Євросоюзу та 3 громадяни України.

## Сусідні муніципалітети
- Коацце
- Джавено
- Інверсо-Пінаска
- Перреро
- Пінаска
- Помаретто
- Рур